# Mario Crocco
Mario Crocco é um neurobiólogo ítalo-argentino.
Desde 1988 é chefe do Laboratório de Pesquisas Eletroneurobiológicas do Hospital Neuropsiquiátrico José Tiburcio Borda em Buenos Aires, Argentina e é diretor desde 1982 do Centro de Investigações Neurobiológicas do Ministério da Saúde da  República Argentina.

## Neurobiologia e psicofísica

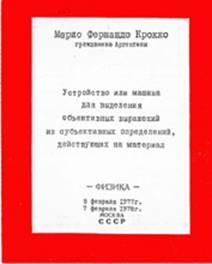
A cobertura da versão soviética da patente 1582301 Reino Unido para a reprodução de certos efeitos da biofísica cerebral.

Os trabalhos nestas áreas foram resumidos (2008, segunda edição 2014) em um Festschrift disponível on-line:
Contreras, Norberto C. (2014). Algunos aportes de Mario Crocco a la neurobiología y psicofísica. Buenos Aires: Ediciones Rueda. ISBN 978-950-564-097-3 PDF (em castelhano)